# Saab 9-2X
La Saab 9-2X è un'autovettura prodotta dalla casa automobilistica svedese Saab Automobile dal 2004 al 2006.
La vettura era basata sulla Subaru Impreza Wagon di seconda generazione, veniva assemblata in Giappone per essere venduta esclusivamente nel mercato nordamericano.

## Descrizione
Con l'obiettivo di diversificare la gamma Saab sul mercato nordamericano nel segmento dei crossover compatti, la GM (allora azionista del marchio Subaru) decise di far progettare una vettura prendendo come base la Impreza Wagon al fine di ottenere un veicolo 4x4 per il marchio Saab. La prima versione della 9-2X è stata presentata al salone di Los Angeles nel dicembre 2003. Il modello definitivo venne commercializzato negli Stati Uniti e in Canada il 1º luglio 2004. Il veicolo non raggiunse il successo sperato e quindi venne terminata la produzione nel 2006 in contemporanea alla fine della cooperazione fra GM e Subaru. La 9-2X è stata assemblata dalla giapponese Fuji Heavy Industries, società proprietaria della Subaru, nello stabilimento di Ota-Gunma. Per tutte queste motivazioni la 9-2X venne soprannominata "Saabaru".

## Tecnica

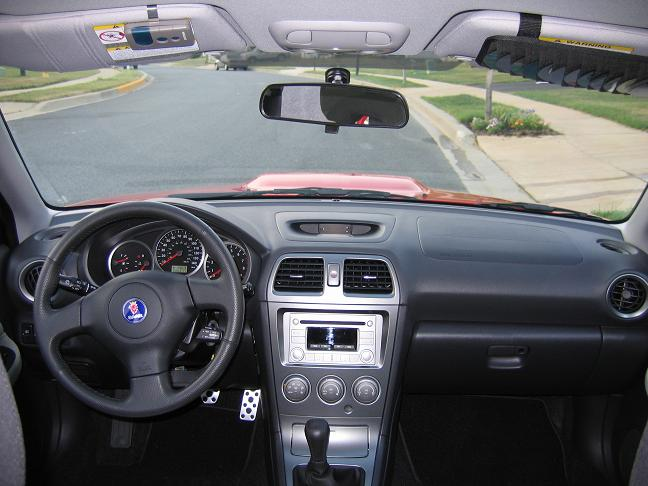
Vista degli interni

Il veicolo, basato sulla versione station wagon della seconda generazione di Subaru Impreza, venne modificato dai tecnici Saab sia nell'estetica che nella meccanica.
Sotto la direzione di Michael Mauer, il designer svedese Ola Granlund ha ridisegnato l'estetica adottando una nuova calandra, proiettori, cofano motore, paraurti anteriore e posteriore, fari posteriori e portellone dotato di spoiler. La 9-2X risulta più corta di 10 centimetri rispetto alla Impreza Wagon.
L'abitacolo mantiene il design originale Subaru ma Saab ha migliorato la qualità generale utilizzando materiali e plastiche differenti. L'interno della portiera ha un design differente, i sedili anch'essi differenti sono dotati dei poggiatesta attivi SAHR, l'abitacolo viene arricchito da tappeti dalla finitura più robusta e spessa. L'insonorizzazione è stata migliorata mediante la modifica delle guarnizioni dei finestrini e del lunotto; differenti materiali fonoassorbenti per moquette e tetto al fine della riduzione delle vibrazioni trasmesse in abitacolo. Queste migliorie hanno portato ad un incremento di peso rispetto alla Subaru Impreza.
Le modifiche meccaniche sono principalmente di natura telaistica: si utilizzano sospensioni anteriori dalla differente taratura e regolazione, differenti ammortizzatori per smorzare fenomeni di saltellamento a bassa velocità e aumentare la maneggevolezza del veicolo a pieno carico. I bracci delle sospensioni posteriori vengono realizzati in alluminio con nuove boccole e nuova barra stabilizzatrice. Viene modificata anche la cremagliera dello sterzo per offrire un rapporto di 15:1 anziché l'originale 16,5:1 Subaru.

## Motorizzazioni
La 9-2X è dotata di trazione integrale di serie. I cambi disponibili sono due, un meccanico a cinque marce ed un automatico a quattro marce.
Motorizzazioni disponibili al lancio:
- 2,5i boxer quattro cilindri da 165 CV (123 kW) e 225 Nm (Subaru EJ25)
- 2.0t boxer quattro cilindri da 227 CV (169 kW) e 294 Nm (Subaru EJ20)

Per il 2006 la gamma motori ha previsto:
- 2,5i boxer quattro cilindri da 173 CV (129 kW) e 225 Nm (Subaru EJ25)
- 2,5t boxer quattro cilindri da 230 CV (172 kW) e 319 Nm (Subaru EJ25)